# Hieronymus Hassenberg
Hieronymus Jakob Hassenberg (* um 1685; † 1743 in Lübeck; begr. 7. Januar im Lübecker Dom) war ein norddeutscher Bildhauer des Barocks.

## Leben
Hassenberg war vor seiner Tätigkeit in Lübeck um 1704 Hofbildhauer des Herzogs Hans Adolf von Schleswig-Holstein-Sonderburg-Plön (1634–1704) in Plön. Von 1714 bis zu seinem Tod in war er in Lübeck tätig und schuf Hochaltäre, Kanzeln und Epitaphien, die sich an den von Thomas Quellinus mit dem Fredenhagen-Altar in der Marienkirche vorgegebenen Kunstformen des Barock orientierten. Er wohnte in Lübeck am Klingenberg im „Weißen Schwan“ und signierte neben „Hassenberg fecit“ mit „HIHS FECIT“.

## Werke
In Lübeck

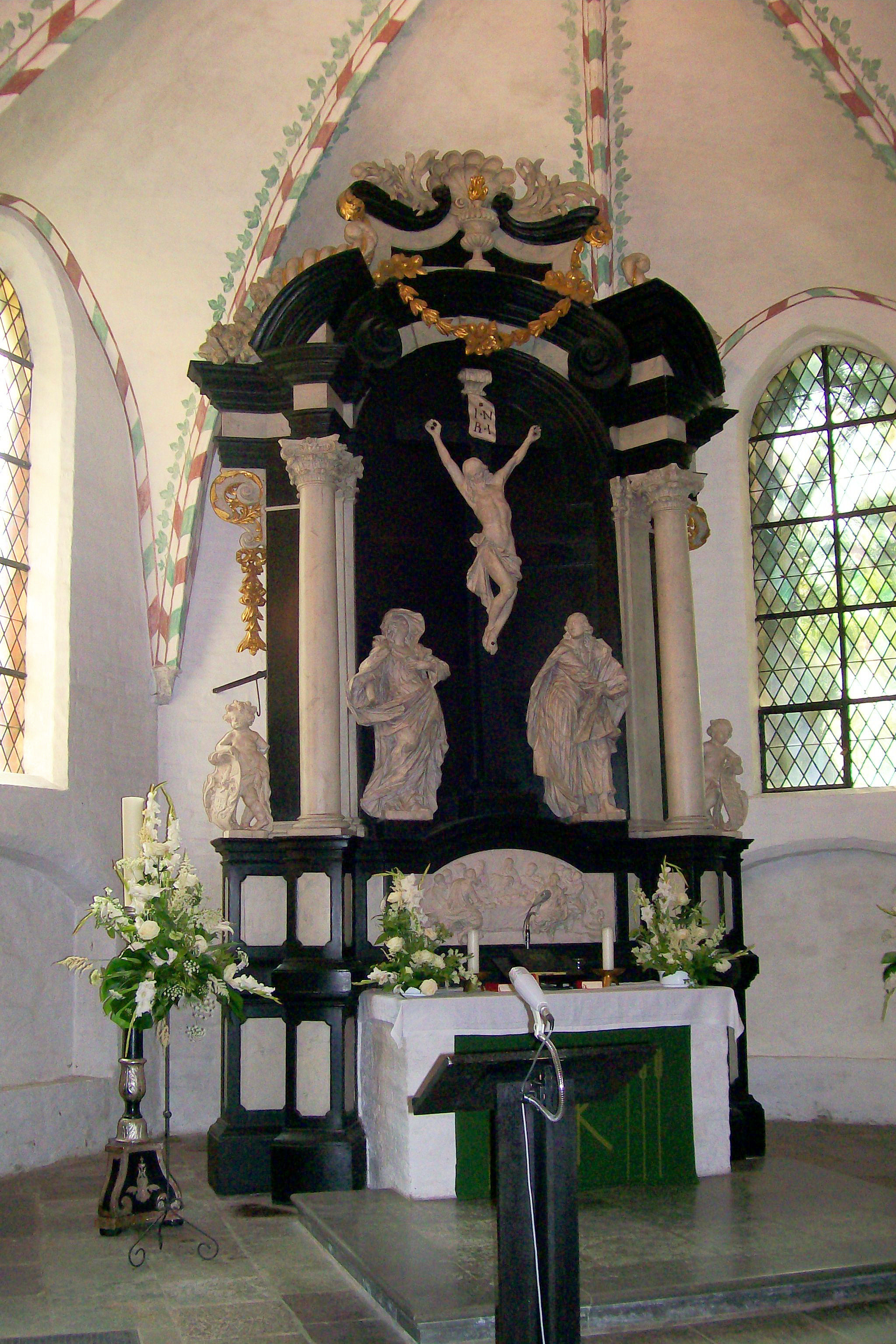
Altar der St. Georgskirche in Genin

Hassenberg schuf das Epitaph des Lübecker Bürgermeisters Thomas von Wickede († 1716) in der Aegidienkirche, den Hochaltar in der Jakobikirche (1717) gestiftet von dem Bürgermeister Hermann Rodde, dessen Büste sich am Altar befindet. Weiter diverse schmückende Elemente der Grabkapellen und Grabmale im Lübecker Dom, wie das Portal der Grabkapelle der Fürstbischöfe von Lübeck und das Grabmal für den Domherren Heinrich von Focke (1673–1730). 1723 schnitzte er den Altar der St. Lorenzkirche in Travemünde.
Im Lübecker Umland

Hier sind Werke Hassenbergs vor allem in den Kapitelsdörfern des Hochstifts Lübeck (d. h. dem Grundbesitz des Lübecker Domkapitels) zu finden. So entstanden der Altar der Kirche St. Georg in Genin sowie 1722 der Kanzelaltar in der Dorfkirche Hamberge in der Werkstatt Hassenbergs.
In Mecklenburg

Altar und Kanzel der St.-Thomas-Kirche in Damshagen (1724).